# Bára Tlučhořová
Bára Tlučhořová (* 12. září 1988 Příbram) je česká moderátorka rádia Kiss.
Narodila se v Příbrami. Střední pedagogickou školu vystudovala v Prachaticích a poté studovala Univerzitu Jana Amose Komenského v Praze, kterou ukončila s magisterským titulem.

## Moderátorská kariéra
Jako moderátorka začínala v listopadu roku 2013 v rádiu Kiss Jižní Čechy. Od února 2014 byla jedním z moderátorů nově vzniklého ranního pořadu Jižní rána. Od dubna 2017 po sjednocení regionálních mutací rádia Kiss pod celostátní vysílání jednotného programu zůstala na jeho vlnách a se svým kolegou, Romanem Andělem, moderuje pořad  Ranní Kiss s Bárou a Romanem.

## Ostatní činnost
Původně pracovala jako učitelka v mateřské škole v Podlesí. Nyní se kromě vysílání v rádiu věnuje převážně moderování firemních i charitativních akcí, školních večírků a společenských událostí.